# Табарте
Табарте (перс. تبرته) — село в Ірані, у дегестані Фармагін, в Центральному бахші, шагрестані Фараган остану Марказі. За даними перепису 2006 року, його населення становило 1064 особи, що проживали у складі 251 сім'ї.

## Клімат
Середня річна температура становить 12,22°C, середня максимальна – 32,06°C, а середня мінімальна – -11,40°C. Середня річна кількість опадів – 270 мм.
| Клімат поселення                              | Клімат поселення | Клімат поселення | Клімат поселення | Клімат поселення | Клімат поселення | Клімат поселення | Клімат поселення | Клімат поселення | Клімат поселення | Клімат поселення | Клімат поселення | Клімат поселення | Клімат поселення |
| Показник                                      | Січ.             | Лют.             | Бер.             | Квіт.            | Трав.            | Черв.            | Лип.             | Серп.            | Вер.             | Жовт.            | Лист.            | Груд.            |                  |
| Середній максимум, °C                         | 7,04             | 9,64             | 14,65            | 20,15            | 24,36            | 31,27            | 32,06            | 31,06            | 26,42            | 20,76            | 13,92            | 7,83             |                  |
| Середня температура, °C                       | −2,18            | 0,42             | 5,42             | 10,93            | 15,13            | 22,05            | 25,86            | 24,86            | 20,22            | 14,57            | 7,72             | 1,64             |                  |
| Середній мінімум, °C                          | −11,4            | −8,8             | −3,8             | 1,71             | 5,92             | 12,83            | 19,66            | 18,66            | 14,02            | 8,36             | 1,52             | −4,57            |                  |
| Норма опадів, мм                              | 39               | 36               | 48               | 36               | 32               | 5                | 1                | 1                | 0                | 9                | 25               | 38               |                  |
| Середньомісячна швидкість вітру, м/с          | 1.84             | 2.01             | 2.90             | 3.09             | 2.80             | 2.51             | 2.52             | 2.43             | 2.28             | 2.20             | 1.84             | 1.71             |                  |
| Середньомісячна сонячна радіація, кДж/м²·день | 8977             | 12261            | 14730            | 18176            | 22158            | 26804            | 25908            | 23994            | 20839            | 15343            | 10845            | 8793             |                  |
| --------------------------------------------- | ---------------- | ---------------- | ---------------- | ---------------- | ---------------- | ---------------- | ---------------- | ---------------- | ---------------- | ---------------- | ---------------- | ---------------- | ---------------- |
| Джерело:                                      |                  |                  |                  |                  |                  |                  |                  |                  |                  |                  |                  |                  |                  |